# Johannesteijsmannia altifrons
Johannesteijsmannia altifrons är en enhjärtbladig växtart som först beskrevs av Heinrich Gustav Reichenbach och Heinrich Zollinger, och fick sitt nu gällande namn av Harold Emery Moore. Johannesteijsmannia altifrons ingår i släktet Johannesteijsmannia och familjen Arecaceae. Inga underarter finns listade i Catalogue of Life.

## Bildgalleri

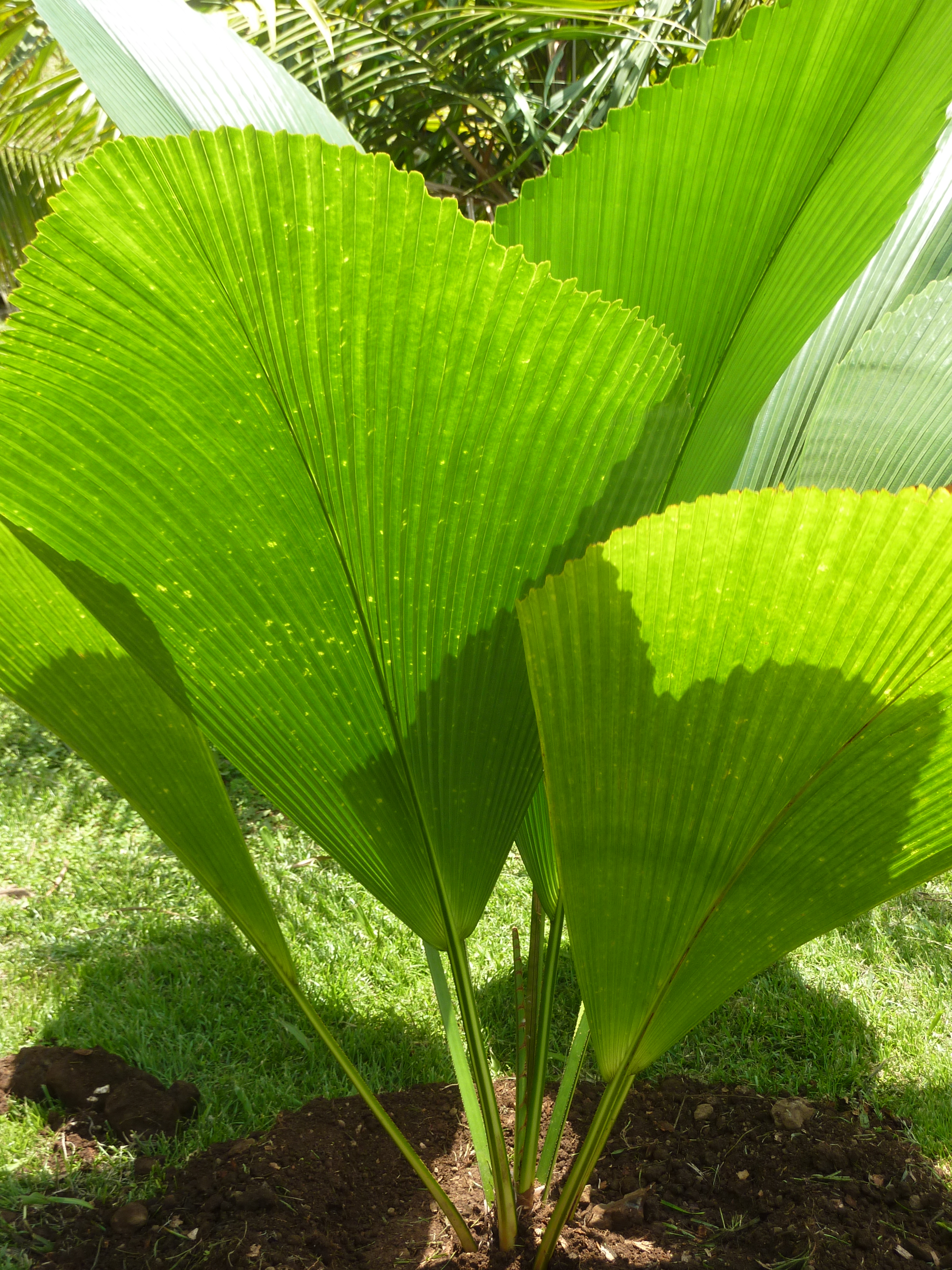
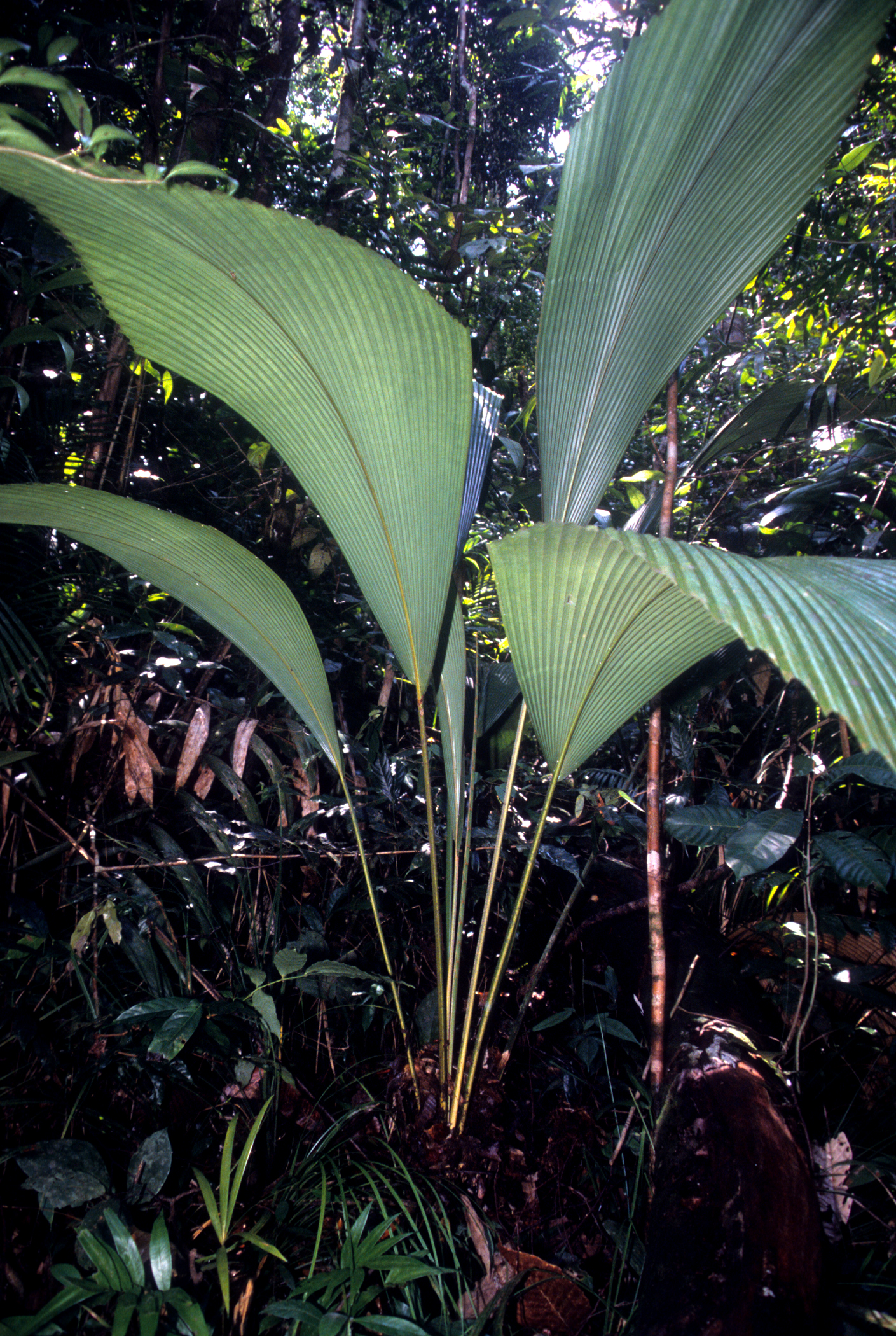
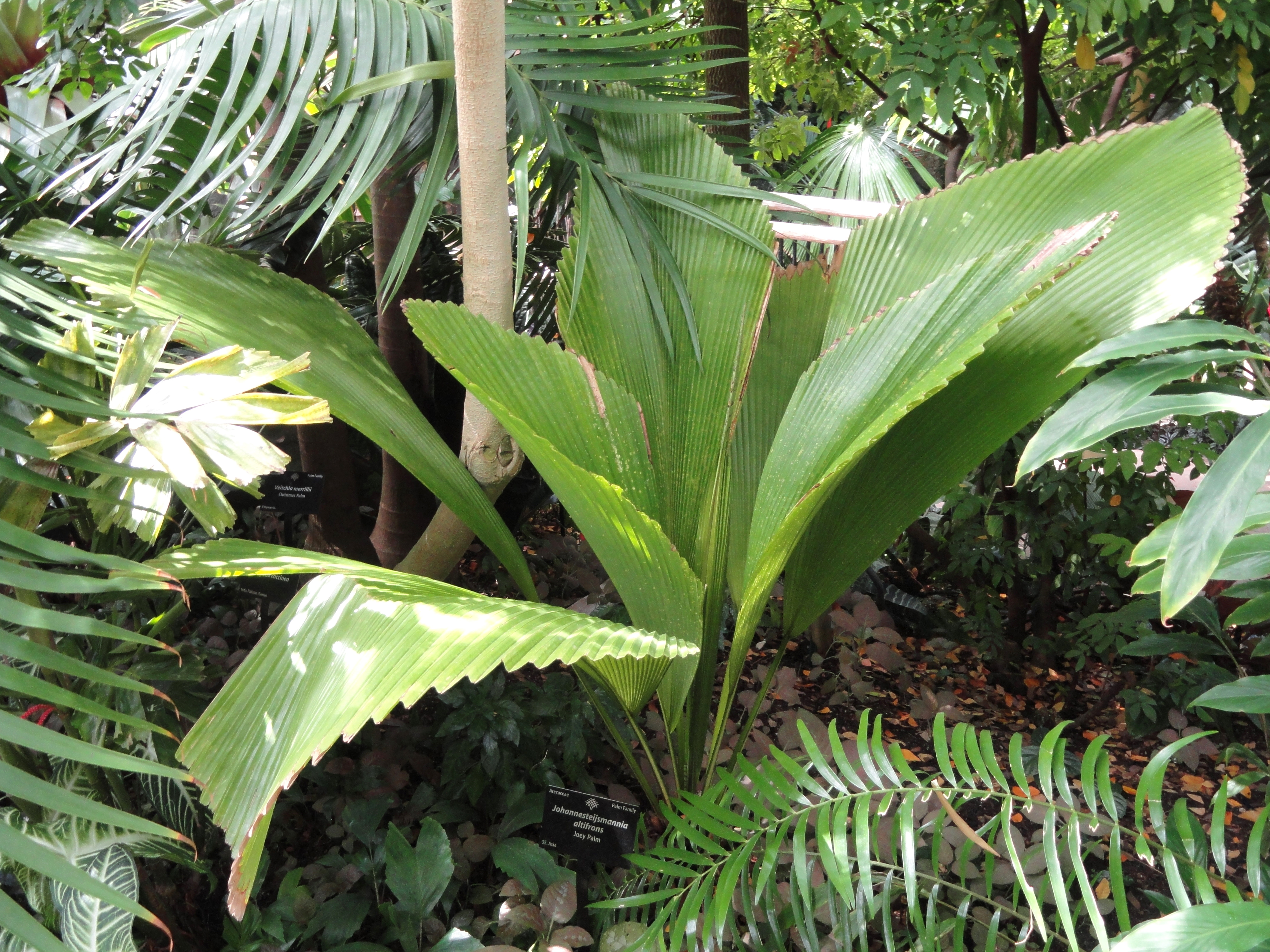
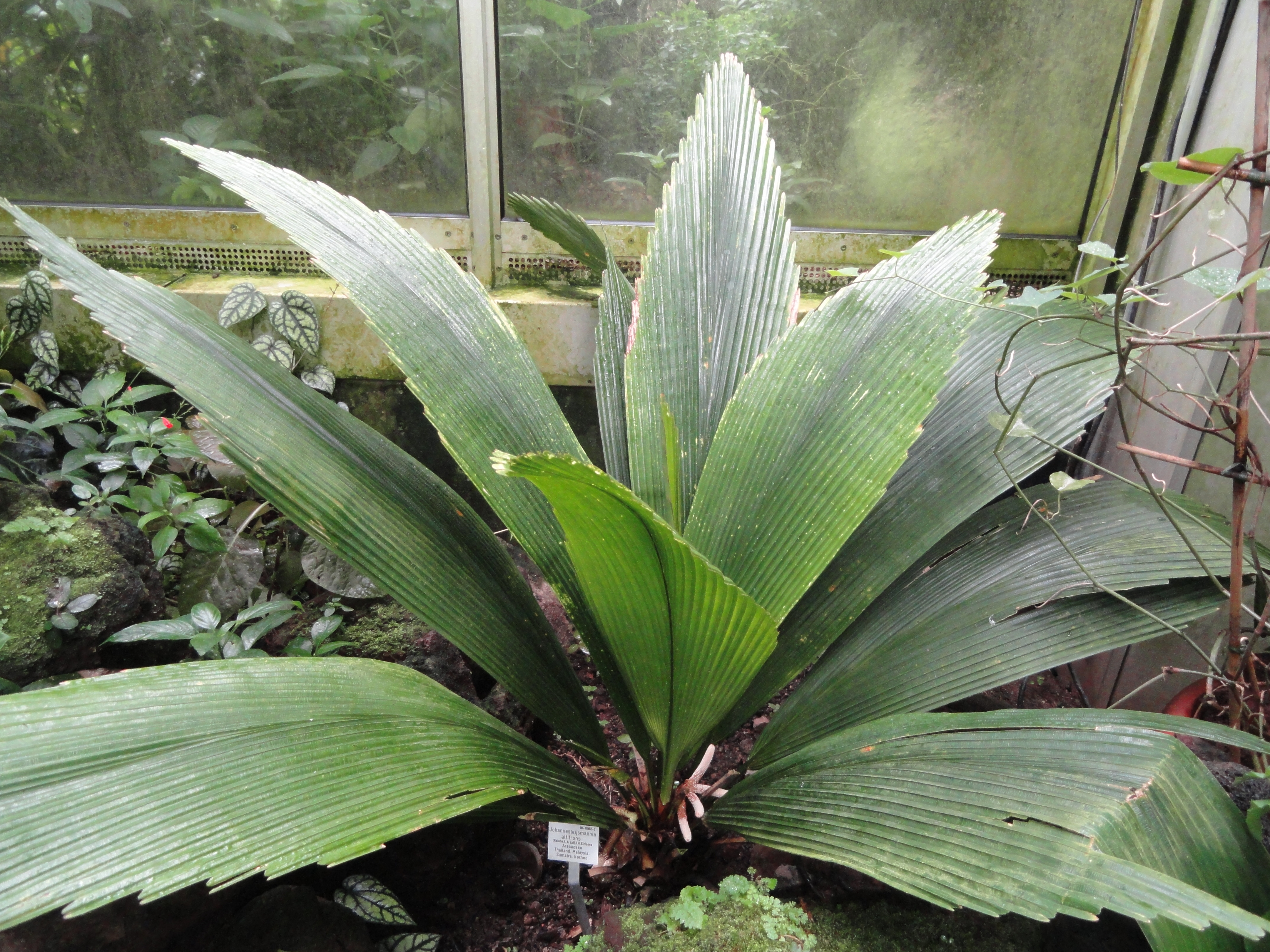